# Ibad Huseynov
Ibad Huseynov, né le 18 octobre 1970 à Mughanly (Khojavend), est un vétéran de la première guerre du Haut-Karabagh et héros national de l'Azerbaïdjan.

## Biographie
Ibad Huseyn, originaire de Khojavend, sert dans l'armée soviétique de 1988 à 1990 puis dans les forces armées azerbaïdjanaises. Il participe à la première guerre du Haut-Karabagh entre 1990 et 1994. Le 26 décembre 1993, Ibad Huseynov est grièvement blessé et tombe dans le coma.
Il habite aujourd'hui à Bakou.
Par ordre du président azerbaïdjanais Ilham Aliyev, le 9 décembre 2020, le sergent de réserve supérieur Ibad Huseynov reçoit le titre de héros national de l'Azerbaïdjan.

## Distinctions
- Ordre du drapeau azerbaïdjanais[5]
- Médaille de Fadai
- Médaille d'honneur établie par les études stratégiques de la nouvelle Turquie
- Médaille au nom du général Samed Bey Mehmandarov.
- Médaille de Courage supérieur
- Médaille du 100e anniversaire des agences de sécurité de l'État et de renseignement extérieur de la République d'Azerbaïdjan (1919─2019)
- Héros national de l'Azerbaïdjan[4]
- Médaille du 15e anniversaire (2005-2020) du ministère de l'Industrie de la défense de la République d'Azerbaïdjan